# Десподзиновка
Десподзиновка — деревня в Саргатском районе Омской области. Входит в Новотроицкое сельское поселение.

## История
Основана в 1871 году. В 1928 году насчитывалось 37 хозяйств, основное население — литовцы. В составе Большешипицынского сельсовета Саргатского района Омского округа Сибирского края.

## География
Расположена на юго-восточном берегу озера Тобол-Кушлы в 23 км к северо-западу от села Саргатское и в 80 км к северу от Омска. Местность вокруг деревни усеяна мелкими озёрами Ишимской равнины.

## Население
| 1926 | 2010 |
| ---- | ---- |
| 193  | ↗453 |

Национальный состав
В 1928 году основное население — литовцы.
Согласно результатам переписи 2010 года, в национальной структуре населения: русские — 78 %, казахи — 6 %, поляки — 3 %, немцы — 3 %, татары — 3 %.

## Инфраструктура
МБОУ «Десподзиновская средняя школа»

## Транспорт
Через деревню проходит подъездная дорога от автодороги Саргатское — Баженово к Новотроицку (10 км к северо-западу). Железных дорог нет.